# Louis-Bar-Syndrom

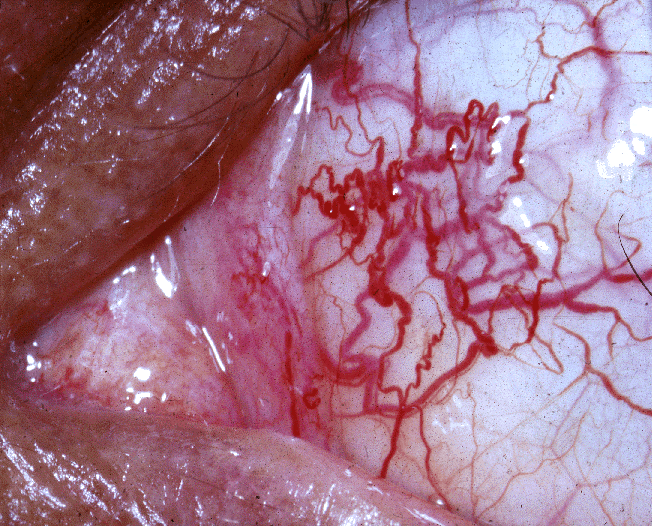
Bindehaut-Teleangiektasien

Das Louis-Bar-Syndrom (auch Ataxia teleangiectatica (Ataxia teleangiectasia) oder Boder-Sedgwick-Syndrom) ist eine vererbte Systemerkrankung und wird zu den Phakomatosen und Chromosomenbruchsyndromen gezählt. In der neurologischen Systematik wird sie zu den Heredoataxien (vererbte Störungen der Bewegungskoordination) gerechnet. Benannt wurde die Krankheit nach der belgischen Ärztin Denise Louis-Bar.

## Epidemiologie
Der Erbgang ist autosomal-rezessiv und betrifft das sogenannte ATM-Gen auf Chromosom 11 Genlocus q22.3.  0,5 bis 1 % der Bevölkerung sind gesunde (heterozygote) Träger der Mutation. Etwa eines von 40.000 Neugeborenen trägt zwei defekte Genkopien (homozygot oder compound heterozygot) und wird an der Ataxia teleangiectatica erkranken.

## Pathophysiologie
Das ATM-Gen codiert für die Serin-Proteinkinase ATM, die als Sensor von DNA-Schäden durch UV-Strahlung und als Regulator von DNA-Reparaturvorgängen oder programmiertem Zelltod (Apoptose) eine Rolle spielt. Aus der Tatsache, dass viele Zelllinien von der Mutation betroffen sind, erklärt sich die Vielfalt der Symptome des Louis-Bar-Syndroms.

## Symptomatik
Die ersten Symptome treten um das zweite bis dritte Lebensjahr auf. Kennzeichnend sind eine zerebelläre Ataxie (u. a. Gang- und Standunsicherheit) mit Kleinhirnatrophie (Substanzschwund) vor allem im Bereich des Vermis, Athetose (dystone Bewegungsstörung), Störungen der Augenbewegungen sowie ein physischer und später auch psychischer Entwicklungsrückstand. Außerdem treten Teleangiektasien (Erweiterungen der kleinen Arterien) vor allem im Gesicht und auf der Bindehaut des Auges auf und die betroffenen Kinder haben durch einen T-Zell-Defekt eine verminderte Immunkompetenz, so dass sie zu Infektionen neigen und weitaus häufiger als die Normalbevölkerung Leukämien und Lymphome entwickeln, Die Krebsrate soll um den Faktor 100 höher liegen als in der Normalpopulation. Erkrankte haben daher auch eine erhöhte Empfindlichkeit gegenüber ionisierender Strahlung und sollten möglichst wenig geröntgt werden. Weitere häufige Symptome sind Hypersalivation (Speichelfluss) und Hypogonadismus (Reifestörung der Keimdrüsen).

## Diagnose und Behandlung
Die Diagnose wird oft bereits klinisch gestellt. Bestätigung können eine durch Bildgebung nachgewiesene Kleinhirnatrophie und die verminderten Immunglobulin-Werte sowie die Lymphopenie geben. Die Alpha-1-Fetoprotein-Werte sind oft erhöht.

## Differentialdiagnostik
Abzugrenzen ist die Ataxia-Teleangiectasia-ähnliche Krankheit.

## Therapie
Eine kausale Behandlung ist derzeit nicht möglich. Es werden vor allem die pulmonalen Infekte mit Antibiotika therapiert. Wichtig ist die konsequente Impfung der Kinder, wobei Lebendimpfstoffe absolut kontraindiziert sind.

## Prognose
Die Lebenserwartung ist aufgrund rekurrierender Lungenentzündungen und der erhöhten Krebsrate deutlich reduziert. In der Literatur wird die mediane Lebenserwartung mit ca. 20 Jahren beziffert. Es sind Fälle bekannt, in denen Menschen mit diesem Syndrom das zwanzigste Lebensjahr weit überschritten haben, abhängig von Schwere und Verlauf der Krankheit.